# Amtsgericht Oschersleben

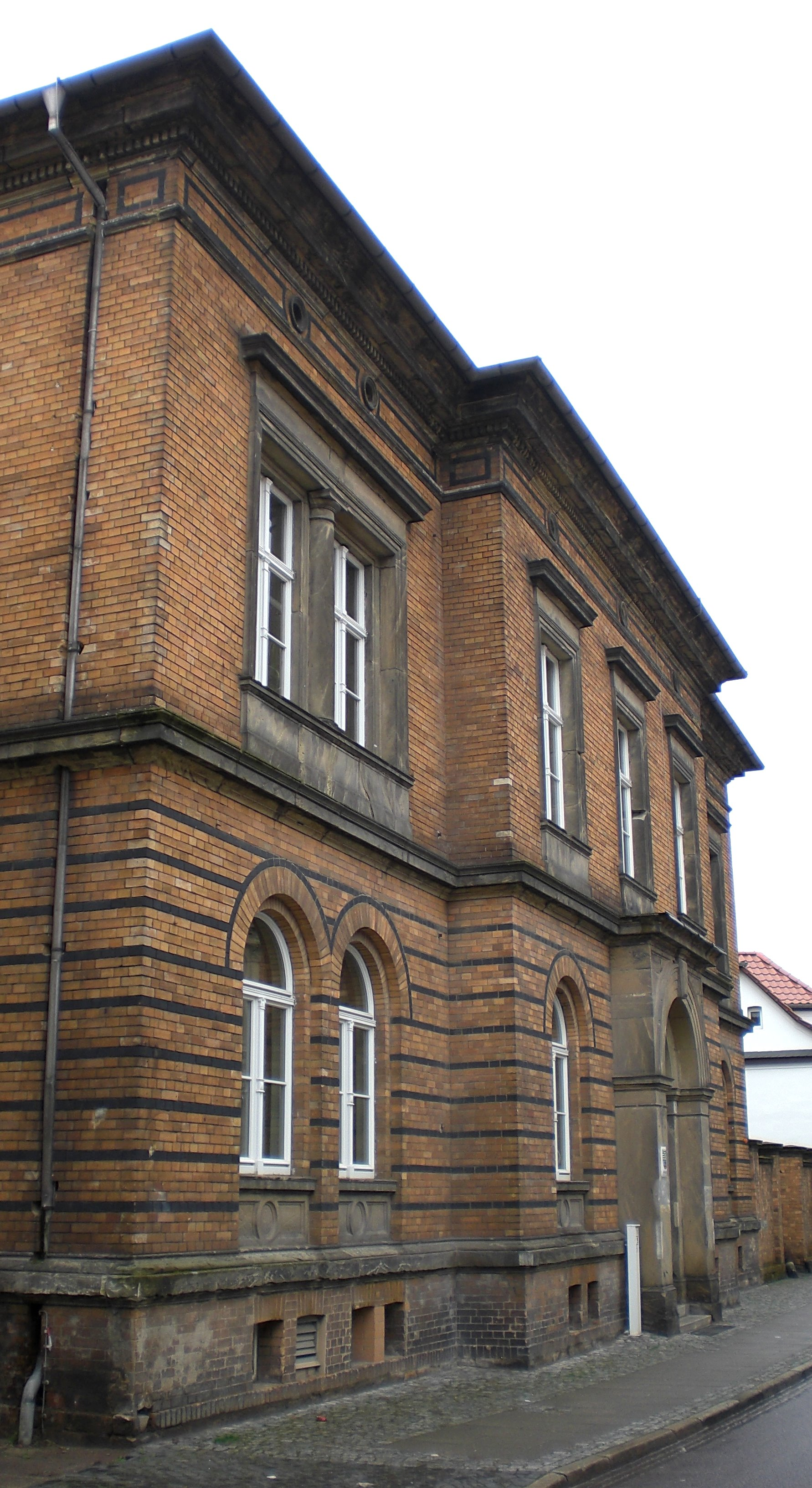
Amtsgericht Oschersleben (2008)

Das Amtsgericht Oschersleben ist ein Gericht der ordentlichen Gerichtsbarkeit in Deutschland. Es gehört zum Bezirk des Landgerichts Magdeburg und des Oberlandesgerichts Naumburg.

## Sitz
Sitz des Gerichtes ist Oschersleben (Bode). Das denkmalgeschützte Gerichtsgebäude befindet sich in der Gartenstraße 1 in Oschersleben und gehört zum Denkmalbereich Gartenstraße. Das ehemals eigenständige Amtsgericht Wanzleben in Wanzleben-Börde fungierte bis 2009 als Außenstelle des Amtsgerichts Oschersleben.

## Geschichte
In Preußen bestand seit 1849 das Appellationsgericht Halberstadt und diesem nachgelagert das Kreisgericht Halberstadt. Dem Kreisgericht Halberstadt hingegen war eine Gerichtskommission in Oschersleben angeschlossen. Im Rahmen der Reichsjustizgesetze wurden diese aufgehoben und durch Land- und Amtsgerichte ersetzt. Das königlich-preußische Amtsgericht Oschersleben wurde mit Wirkung zum 1. Oktober 1879 als eines von acht Amtsgerichten im Bezirk des Landgerichtes Halberstadt gebildet. Der Sitz des Gerichtes war Oschersleben. Der Amtsgerichtsbezirk bestand aus dem Kreis Oschersleben ohne den Teil, der den Amtsgerichten Gröningen, Halberstadt und Osterwieck zugeordnet war sowie aus dem Kreis Wanzleben die Stadtbezirke Hadmersleben und Seehausen und die Amtsbezirke Eggenstedt, Groß Germersleben, Dorf Hadmersleben, Klein Oschersleben, Beckendorf und Schermcke. Im Jahre 1888 waren am Gericht drei Richter tätig, es war damit ein mittelgroßes Gericht im Landgerichtsbezirk. Anfang der 1930er Jahre war kurzzeitig der NSDAP-Politiker Alfred Pape am Gericht tätig.
Nach dem Zweiten Weltkrieg wurde das Landgericht Halberstadt 1945 in der SBZ aufgehoben, und das Amtsgericht Oschersleben wurde dem Landgericht Magdeburg zugeordnet. Im Jahre 1952 wurden das Amtsgericht Oschersleben aufgehoben und an seiner Stelle das Kreisgericht Oschersleben geschaffen. Dieses war für den Kreis Oschersleben zuständig und dem Bezirksgericht Magdeburg nachgeordnet. Nach dem Zusammenbruch der DDR wurde das Amtsgericht Oschersleben 1992 neu eingerichtet. Größere Aufmerksamkeit erregte ein vom Gericht gegen ein NPD-Mitglied im Jahr 2006 erlassener Strafbefehl. Am 18. Mai 2006 erließ das Amtsgericht Oschersleben gegen das nicht zur Verhandlung erschienene Mitglied des NPD-Kreisverbandes Magdeburg Jens B. wegen Volksverhetzung in Tateinheit mit übler Nachrede wegen eines von ihm in Bezug auf den Tod Oury Jallohs veröffentlichten Artikels mit der Überschrift „Ein Afrikaner zündet sich an und schuld ist mal wieder die Polizei“ per Strafbefehl eine Geldstrafe.

## Gerichtsgebäude
Das Gerichtsgebäude entstand um 1890 als Sitz des Gerichtes. Das zweieinhalbgeschossige Haus wurde als Klinkerbau im Stil der Neorenaissance errichtet. An der zweiflügeligen Eingangstür befindet sich eine geschnitzte Darstellung des Stadtsiegels, welches mit seinen zwei gekreuzten Schlüsseln und drei Rohrkolben seit 1633 verwendet wird. Anfang des 21. Jahrhunderts entstand auf der Hofseite ein freistehender Neubau, in dem Teile des Gerichtes untergebracht wurden.